# Giải Oscar cho truyện gốc xuất sắc nhất
Giải Oscar cho truyện gốc xuất sắc nhất (tên bản ngữ tiếng Anh: Academy Award for Best Story) là một trong các giải Oscar được phát cho truyện gốc hay nhất từ năm 1928 tới năm 1956, từ năm 1957 thể loại này bị bãi bỏ để dành ưu tiên cho Giải Oscar cho kịch bản gốc hay nhất được trao từ năm 1940.
Dưới đây là danh sách các phim và các tác giả đoạt giải từng năm, tiếp theo là các phim và các tác giả được đề cử trong cùng năm đó:

## Thập niên 1920
- 1928 Underworld - Ben Hecht
  - The Last Command - Lajos Biró
  - The Patent Leather Kid - Rupert Hughes
- 1929 Không trao giải

## Thập niên 1930
- 1930 Không trao giải
- 1931 The Dawn Patrol - John Monk Saunders
  - Doorway to Hell - Rowland Brown
  - Laughter - Harry D'Arrast, Douglas Doty, Donald Stewart
  - The Public Enemy - John Bright, Kubec Glasmon
  - Smart Money - Lucien Hubbard, Joseph Jackson
- 1932 The Champ - Frances Marion
  - Lady and Gent - Grover Jones, William Slavens McNutt
  - Star Witness - Lucien Hubbard
  - What Price Hollywood? - Adela St. John
- 1933 One Way Passage - Robert Lord
  - The Prizefighter and the Lady - Frances Marion
  - Rasputin and the Empress - Charles MacArthur
- 1934 Manhattan Melodrama - Arthur Caesar
  - Hide Out - Mauri Grashin
  - The Richest Girl in the World - Norman Krasna
- 1935 The Scoundrel - Ben Hecht, Charles MacArthur
  - Broadway Melody of 1936 - Moss Hart
  - The Gay Deception - Stephen Avery, Don Hartman
  - Write in Candidate: G-Men - Gregory Rogers (bút danh của Darryl F. Zanuck)
- 1936 The Story of Louis Pasteur - Pierre Collings, Sheridan Gibney
  - Fury - Norman Krasna
  - The Great Ziegfeld - William McGuire
  - San Francisco - Robert Hopkins
  - Three Smart Girls - Adele Commandini
- 1937 A Star Is Born - Robert Carson, William Wellman
  - Black Legion - Robert Lord
  - In Old Chicago - Niven Busch
  - The Life of Emile Zola - Heinz Herald, Geza Herczeg
  - One Hundred Men and a Girl - Hans Kraly
- 1938 Boys Town - Eleanore Griffin, Dore Schary
  - Alexander's Ragtime Band - Irving Berlin
  - Angels with Dirty Faces - Rowland Brown
  - Blockade - John Howard Lawson
  - Mad About Music - Marcella Burke, Frederick Kohner
  - Test Pilot - Frank Wead
- 1939 Mr. Smith Goes to Washington - Lewis Foster
  - Bachelor Mother - Felix Jackson
  - Love Affair - Mildred Cram, Leo McCarey
  - Ninotchka - Melchior Lengyel
  - Young Mr. Lincoln - Lamar Trotti

## Thập niên 1940
- 1940 Arise, My Love - Benjamin Glazer, John Toldy
  - Comrade X - Walter Reisch
  - Edison, the Man - Hugo Butler, Dore Schary
  - My Favorite Wife - Leo McCarey, Bella Spewack, Samuel Spewack
  - The Westerner - Stuart Lake
- 1941 Here Comes Mr. Jordan - Harry Segall
  - Ball of Fire - Thomas Monroe, Billy Wilder
  - The Lady Eve - Monckton Hoffe
  - Meet John Doe - Richard Connell, Robert Presnell
  - Night Train to Munich - Gordon Wellesley
- 1942 49th Parallel (The Invaders) - Emeric Pressburger
  - Holiday Inn - Irving Berlin
  - The Pride of the Yankees - Paul Gallico
  - The Talk of the Town - Sidney Harmon
  - Yankee Doodle Dandy - Robert Buckner
- 1943 The Human Comedy - William Saroyan
  - Action in the North Atlantic - Guy Gilpatric
  - Destination Tokyo - Steve Fisher
  - The More the Merrier - Frank Ross, Robert Russell
  - Shadow of a Doubt - Gordon McDonell
- 1944 Going My Way - Leo McCarey
  - A Guy Named Joe - David Boehm, Chandler Sprague
  - Lifeboat - John Steinbeck
  - None Shall Escape - Alfred Neumann, Joseph Than
  - The Sullivans - Edward Doherty, Jules Schermer
- 1945 The House on 92nd St. - Charles Booth
  - The Affairs of Susan - Laszlo Gorog, Thomas Monroe
  - A Medal for Benny - John Steinbeck, Jack Wagner
  - Objective, Burma! - Alvah Bessie
  - A Song to Remember - Ernst Marischka
- 1946 Vacation from Marriage - Clemence Dane
  - The Dark Mirror - Vladimir Pozner
  - The Strange Love of Martha Ivers - Jack Patrick
  - The Stranger - Victor Trivas
  - To Each His Own - Charles Brackett
- 1947 Miracle on 34th Street - Valentine Davies
  - A Cage of Nightingales - Georges Chaperot, René Wheeler
  - It Happened on Fifth Avenue - Herbert Lewis, Frederick Stephani
  - Kiss of Death - Eleazar Lipsky
  - Smash Up - The Story of a Woman - Frank Cavett, Dorothy Parker
- 1948 The Search - Richard Schweizer, David Wechsler
  - The Louisiana Story - Robert J. Flaherty, Frances H. Flaherty
  - The Naked City - Marvin Wald
  - Red River - Borden Chase
  - The Red Shoes - Emeric Pressburger
- 1949 Stratton Story - Douglas Morrow
  - Come to the Stable - Clare Luce
  - It Happens Every Spring - Valentine Davies, Shirley Smith
  - Sands of Iwo Jima - Harry Brown
  - White Heat - Virginia Kellogg

## Thập niên 1950
- 1950 Panic in the Streets - Edna Anhalt, Edward Anhalt
  - Bitter Rice - Giuseppe De Santis, Carlo Lizzani
  - The Gunfighter - William Bowers, Andre de Toth
  - Mystery Street - Leonard Spigelglass
  - When Willie Comes Marching Home - Sy Gomberg
- 1951 Seven Days to Noon - James Bernard, Paul Dehn
  - The Bullfighter and the Lady - Budd Boetticher, Ray Nazarro
  - The Frogmen - Oscar Millard
  - Here Comes the Groom - Liam O'Brian, Robert Riskin
  - Teresa -Alfred Hayes, Stewart Stern
- 1952 The Greatest Show on Earth - Frank Cavett, Frederic Frank, Theodore St. John
  - My Son John - Leo McCarey
  - The Narrow Margin - Martin Goldsmith, Jack Leonard
  - The Pride of Saint Louis - Guy Trosper
  - The Sniper - Edward Anhalt, Edna Anhalt
- 1953 Roman Holiday - Dalton Trumbo
  - Above and Beyond - Beirne Lay
  - The Captain's Paradise - Alec Coppel
  - Hondo - Louis L'Amour
  - Little Fugitive - Ray Ashley, Morris Engel, Ruth Orkin
- 1954 Broken Lance - Philip Yordan
  - Bread, Love and Dreams - Ettore Margadonna
  - Forbidden Games - François Boyer
  - Night People - Jed Harris, Tom Reed
  - There's No Business Like Show Business - Lamar Trotti (sau khi tác giả qua đời)
- 1955 Love Me or Leave Me - Daniel Fuchs
  - The Private War of Major Benson - Joe Connelly, Bob Mosher
  - Rebel Without a Cause - Nicholas Ray
  - The Sheep Has Five Legs - Jean Marsan, Henri Troyat, Jacques Perret, Henri Verneuil, Raoul Ploquin
  - Strategic Air Command - Beirne Lay
- 1956 The Brave One - Robert Rich (còn gọi là Dalton Trumbo) **The Eddie Duchin Story - Leo Katcher
  - High Society - Edward Burnds, Elwood Ullman **The Proud and the Beautiful - Jean-Paul Sartre
  - Umberto D - Cesare Zavattini